# Arnaldo da Silva
Arnaldo Oliveira da Silva (Rio de Janeiro, 26 de março de 1964) é um atleta brasileiro, especializado em provas de curta distância. Um de seus melhores resultados é a medalha de bronze no revezamento 4x100 metros rasos nas Olimpíadas de Atlanta em 1996.